# Пфандцельт, Лукас Конрад
Лукас Конрад Пфандцельт (Lucas Conrad Pfandzelt; в русских источниках также Пфанцельт, Фанцельт; 9 апреля 1716, Ульм — 11/22 мая (или 20 мая) 1786 (или в 1788), Санкт-Петербург) — немецкий художник, много лет работавший в России, один из ключевых участников российской художественной жизни середины XVIII века. Считается первым в России профессиональным реставратором.

## Биография
Сын ульмского художника-портретиста Георга Фридриха Пфандцельта. Обучался живописи сначала у своего отца, а затем продолжал своё образование, как странствующий подмастерье. В 1741 году, вместе с художником Георгом Гроотом, прибыл в Ревель, где пользовался покровительством генерала Ульриха фон Левендаля. В 1743 году Пфандцельт и Гроот приехали в Санкт-Петербург, где Пфандцельт был назначен художником-реставратором императорского собрания живописи, «с тем, чтобы под его (Г.-К. Гроота) смотрением находящиеся в дворцах в Санкт-Петербурге, в Селе Сарском и других местах картины починять и в хорошем состоянии содержать».
В 1746 году, для выполнения работ по реставрации картин, находившихся в Петергофе, Пфандцельту и Грооту были «предоставлены два покоя в Миниховском доме, три подводы для поездок в Петергоф и небольшое парусное судно для перевозки картин (из Петергофа) в Петербург».
В 1748 Пфандцельт поступил на службу в петербургскую Канцелярию от строений, где в 1763 получил звание мастера. В 1770 ушёл с этой должности, проработав в канцелярии 22 года.  Параллельно, после смерти Гроота, последовавшей в 1749 году, на плечи Пфандцельта легли обязанности главного хранителя императорских коллекций живописи, причём одновременно он сохранил за собой и свои прежние обязанности реставратора. В 1760-е годы, когда Екатерина II начала целенаправленный сбор коллекции, положившей затем начало Эрмитажному собранию, Пфандцельт был назначен первым хранителем и реставратором живописи Эрмитажа, и занимал эту должность с 1764 по 1775 год. Таким образом, в 1749—1775 годах именно Лукас Конрад Пфандцельт отвечал за формирование и сохранение императорских художественных коллекций.
Примером работы Пфандцельта как реставратора может служить картина Лукаса Кранаха Младшего «Христос и блудница», которая в XVIII веке ошибочно считалась работой Альбрехта Дюрера. Доска, на которой была написана картина, со временем оказалась повреждена и расколота. По приказу Екатерины II, Пфандцельт перевёл картину с дерева на медную пластину. В память об этом на задней стороне пластины была выгравирована соответствующая надпись, что может считаться достаточно редким в истории примером подписи реставратора. Благодаря успешной реставрации, картина «Христос и блудница» украшает Эрмитаж по сей день.
Помимо деятельности, связанной с реставрацией картин в Эрмитаже, Царском селе и «других местах», а также, по всей видимости, по заказам Академии художеств, Пфандцельт занимался музейной деятельностью, участвуя в закупке картин для императорского собрания. Кроме того, будучи в первую очередь художником, Пфандцельт и сам писал картины, в основном портреты. Занимался он и копированием картин других художников, в том числе Г.-К. Гроота.

Примером работы Пфандцельта—копииста являются парные конные портреты Елизаветы Петровны и её престолонаследника Петра III. Автором оригиналов являлся Гроот. Автором копий обычно признаётся Пфандцельт, однако, в этом высказывались сомнения. Другим примером этой стороны деятельности Пфандцельта может служить небольшая картина из фондов Музеев московского Кремля с изображением всадника и с аннотацией: ««Конный портрет царя Алексея Михайловича» Пфандцельт Лукас Конрад. Голландия, 1766.» Эта картина, по всей видимости, представляет собой копию работы Пфандцельта с оригинала, ныне хранящегося в ГИМ, или его аналога, или же запись аналогичной картины. 

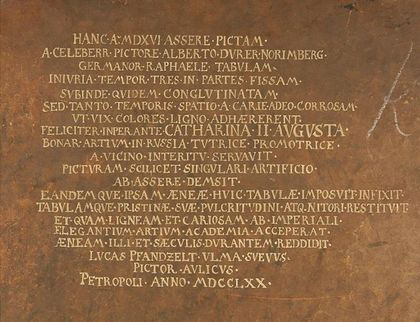
Реверс медной пластины, на которую Пфандцельт перенёс картину Лукаса Кранаха Младшего «Христос и грешница», с автографом реставратора.

Некоторой известностью пользуется созданный Пфандцельтом коронационный портрет Петра III. Нередко он рассматривается, как самостоятельное авторское произведение, однако, по некоторым данным, его иконография восходит к несохранившемуся поколенному портрету работы Ротари. Позже почти аналогичную иконографию повторяет Рокотов. По этому поводу современный исследователь Е. В. Пчёлов отмечает, что «портреты императора Петра III (в период его правления) почти однотипны» (по сравнению с иконографией Елизаветы Петровны, которую исследователь называет «очень разнообразной»). Немалую роль в иконографии Петра III играет пфандцельтовский портрет (особенно потому, что портрет кисти Ротари не сохранился (?)).
Кроме всего этого, Пфандцельт был известен, как коллекционер, владелец большого собрания картин и эстампов старых западноевропейских мастеров. Получая за свои труды немалую по тогдашним временам плату, Пфандцельт ещё приумножал свои доходы, занимаясь торговлей произведениями искусства. Наконец, он содержал и свою собственную живописную мастерскую, где обучались  довольно известные в будущем художники К.-Л. Христинек и Генрих Бухгольц.
В 1782 году пожилой художник женился на Анне Свенской, дочери лифляндского пастора (пробста).
Скончался в Санкт-Петербурге не позднее 1788 (согласно наиболее частой точке зрения в 1786 году), и был похоронен там же на Смоленском лютеранском кладбище. Могила утеряна.
После смерти художника, его собственная коллекция произведений искусства, включавшая в себя, по свидетельству современников, гравюры Дюрера и картины Рембрандта, была распродана с молотка. Информация об этой продаже была опубликована в «Санкт-Петербургских ведомостях» в 1788 году.

## Ошибочная информация в РБС
В капитальном дореволюционном Русского биографическом словаре А. А. Половцова содержится биография Пфандцельта за авторством известного искусствоведа А. П. Новицкого, данные которой полностью отличаются от всех прочих известных данных о художнике. Новицкий называет такие даты жизни Пфандцельта: 1753, Ульм — 7 декабря 1807, Санкт-Петербург, ссылаясь при этом на метрические книги Санкт-Петербургской лютеранской церкви Святой Екатерины. Тем не менее, далее он сообщает, что художник прибыл в Санкт-Петербург в 1739 году. Это расхождение в РБС никак не поясняется.
Далее РБС сообщает, что в 1799 году за реставрацию картины «Сусанна» Пфандцельт получил от ИАХ 25 рублей. В действительности, из других источников известно, что он скончался не позже 1788 года, когда состоялся аукцион по посмертной распродаже коллекций художника.
Ошибка может быть отчасти связана с наличием у Пфандцельта, согласно некоторым источникам, брата, Георга Леопольда Пфандцельта, также художника. Другой причиной появления таких ошибок зачастую бывает наличие потомков, продолжателей профессии отца, однако, были ли у художника дети — неизвестно.

## В мемуарах современников
«Елизавета Петровна вспомнила, что её блаженной памяти отец привёз с собой из Голландии несравненно больше картин, чем можно было ещё видеть в Петергофе и других императорских дворцах. После многих расспросов Её Величества нашёлся запас из более чем 300 различных итальянских, голландских и других картин, которые, однако, за давностью времени и в полном забвении были столь ужасно испорчены, что превосходный реставратор картин Фанцельт в течение нескольких лет был целиком занят ими. Большинство из них попали затем в Сарское Село, где была устроена пристойная галерея».— «Записки Якоба Штелина. Об изящном искусстве в России»

## Примеры портретных работ

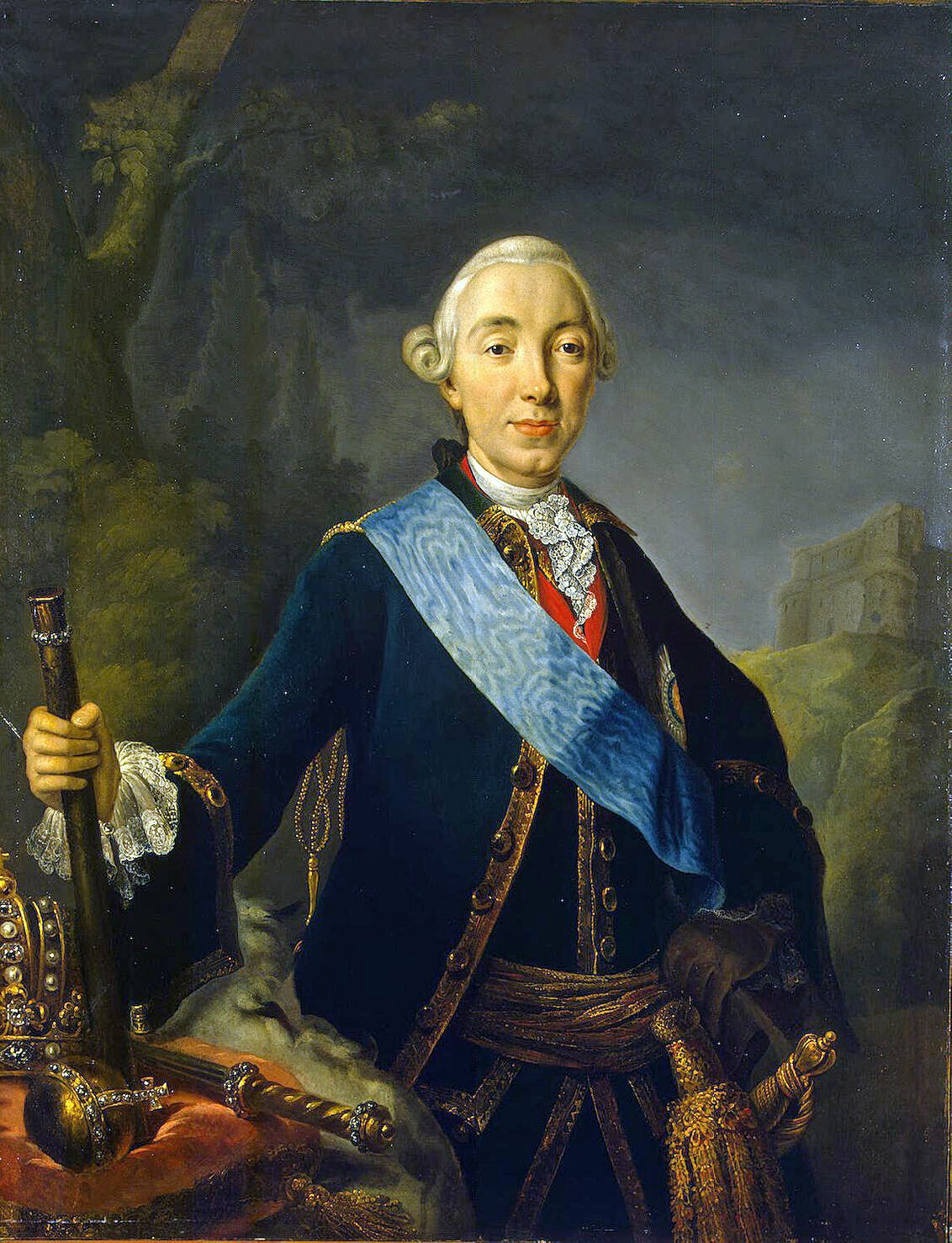
Коронационный портрет Петра III, 1761. Государственный Эрмитаж.
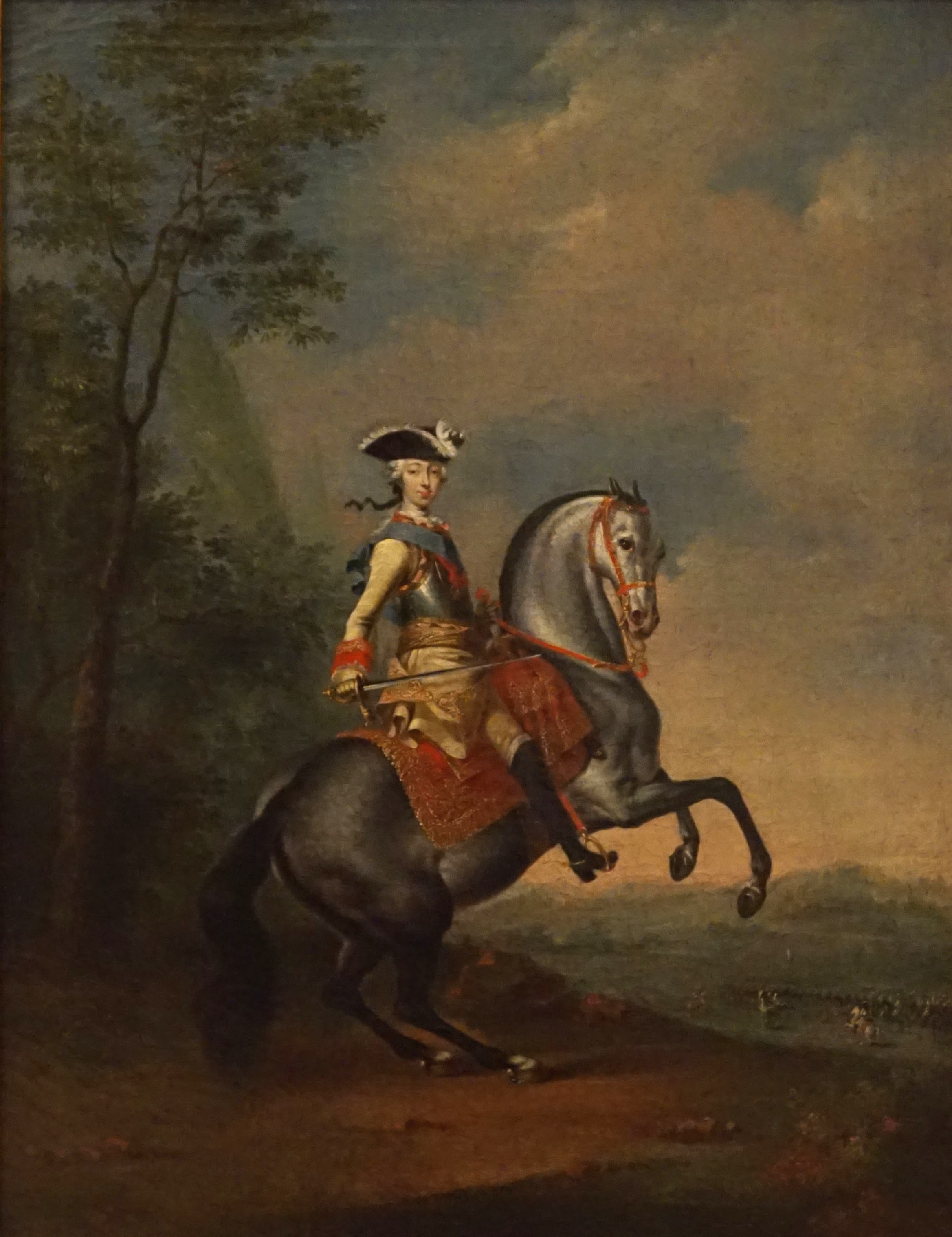
Конный портрет Петра III. Копия Пфандцельта с картины Г.-К. Гроота, 1757, Государственный Русский музей.
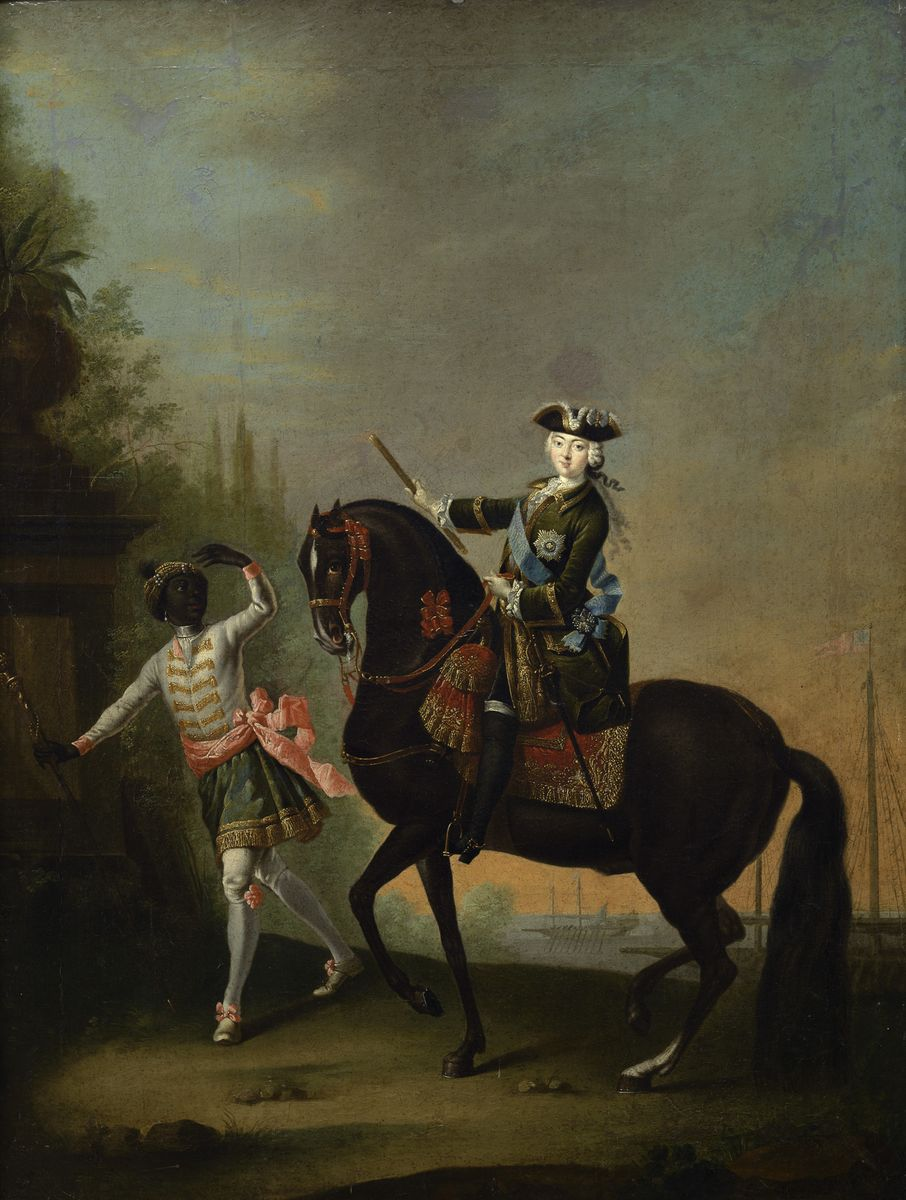
Императрица Елизавета Петровна с арапчонком. Копия Пфандцельта с картины Г.-К. Гроота, 1757, Государственный Русский музей. Картина, парная к предыдущей.
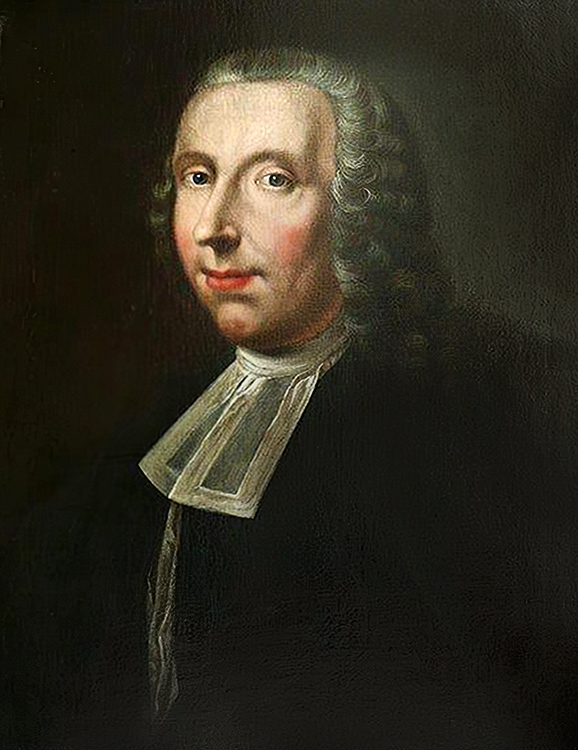
Портрет пастора Николауса Бютцова, 1754.
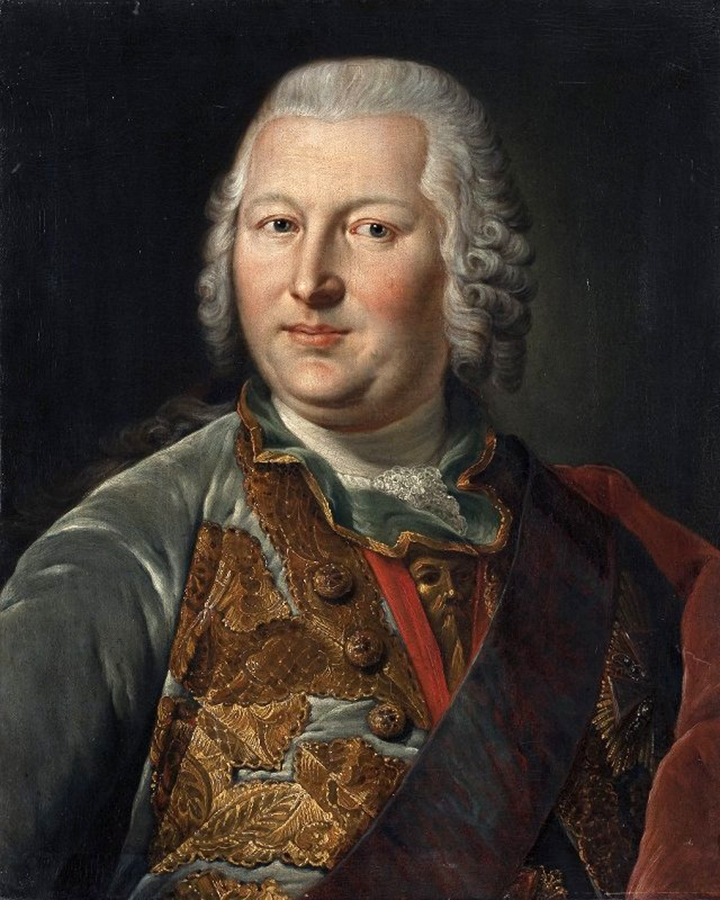
Л.К. Пфандцельт. Портрет генерал-аншефа барона Н. А. Корфа (ранее считался портретом обер-гофмаршала Карла Ефимовича Сиверса). 1759, Государственный Эрмитаж.
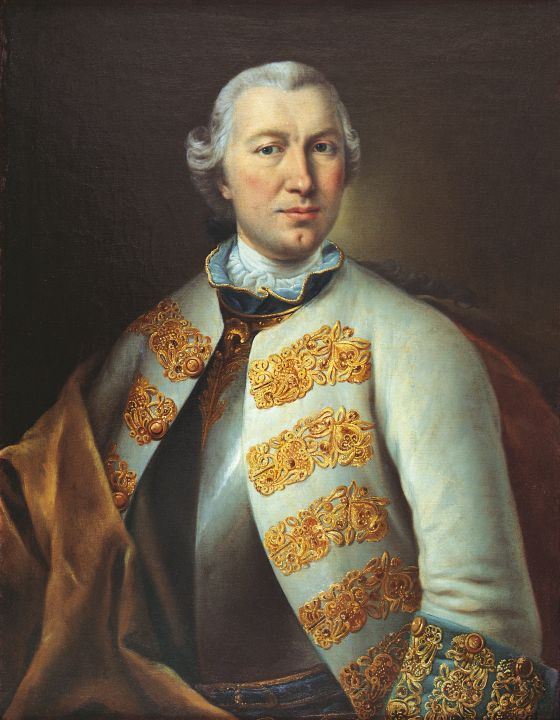
Портрет неизвестного из рода Сиверсов (?). 1755, дворец Кадриорг.